# Andrea Botez
Andrea Botez, de son vrai nom Andrea Cecilia Crist Botez, née le 6 avril 2002 à Vancouver, au Canada, est une joueuse d'échecs, commentatrice d'échecs, streameuse Twitch, vidéaste web et DJ canado-américaine. Elle est la sœur d'Alexandra Botez, avec qui elle anime leur chaîne commune, le BotezLive, depuis 2018.

## Biographie

### Jeunesse
Andrea naît au Canada d'un père et d'une mère d'origine roumaine. Tous deux ont fui leur pays, alors appelé république socialiste de Roumanie, dirigé par le régime tyrannique de Nicolae Ceaușescu pour se réfugier, d'abord aux États-Unis où ils demandent l'asile, puis au Canada. La sœur d'Andrea, Alexandra, naît quelques années avant elle au Texas, à Dallas, après quoi la famille déménage au Canada. Après la naissance d'Andrea, la famille retourne au Texas, puis dans l'Oregon où Andrea termine ses années au lycée.
Andrea est la cousine du célèbre boxeur thaï français Jean-Charles Skarbowsky. La mère de Jean-Charles étant la tante des sœurs Botez.

### Début de carrière aux échecs
Andrea apprend les échecs avec son père dès l'âge de six ans, motivée par les succès de sa sœur dans les tournois auquel elle participe. Elle devient très vite expérimentée et participe peu après aux USChess Tournaments. 
En 2010, elle parvient à gagner les U8 Girls Canadian Youth Chess Championship. 
En 2015, à l'âge de 13 ans, elle se hisse à la première place du tournoi Open Susan Polgar dans la catégorie U14 filles, et devient aussi la championne féminine d'échecs de Colombie-Britannique. Elle décrit à ce moment son style comme « agressif ».
Elle décide cependant de mettre en pause sa carrière de joueuse d'échecs, pourtant en pleine ascension, pour se concentrer sur le streaming sur Twitch.
Elle atteint son classement Elo le plus haut, 1906, en juin 2024. Il est actuellement de 1837.

### Débuts sur Twitch
Alexandra, sa sœur fonde la chaîne BotezLive sur Twitch en 2017, et la chaîne YouTube peu après. Elle est très vite rejointe par Andrea, qui participe régulièrement à ses lives. Ceux-ci ne réunissent alors que quelques centaines de spectateurs. 
Ce n'est qu'en 2020, pendant la pandémie de COVID-19, que leur activité prend beaucoup d'importance, avec une audience « multipliée par 10 », selon les deux sœurs. C'est le début de l'explosion de popularité des échecs, qui se poursuit en 2023, selon le site Chess.com.
Dans leurs streams et leurs vidéos, elles se filment jouant aux échecs en ligne où face à des inconnus dans les rues de Paris, New York. Elles réalisent des vidéos en collaboration avec des grands joueurs d'échecs, comme Hans Niemann.
Elles rejoignent la team esport Envy, qui les aide à populariser encore leur chaîne.
En 2023, le BotezLive est considéré comme l'une des chaînes de création de contenu la plus populaire du monde des échecs, avec celle du grand maître Hikaru Nakamura et de GothamChess.

### Autres activités
En 2020, elle officie en tant que commentatrice de parties lors du deuxième tournoi amateur des PogChamps, qui voit s'affronter aux échecs les streamers les plus populaires sur Twitch. Elle réitère l'expérience la fois suivante, cette fois en tant que coach auprès du créateur Cizzorz.
Elle participe à un tournoi de charité en visioconférence au moment de la pandémie de COVID-19, pour récolter des fonds pour les victimes de la maladie.

## Récompenses
Andrea et Alexandra sont nommées aux Streamer Awards (en) 2022, pour leur chaîne BotezLive puis remportent le prix dans la catégorie « Best Chess Streamer ».